# Фотосесія

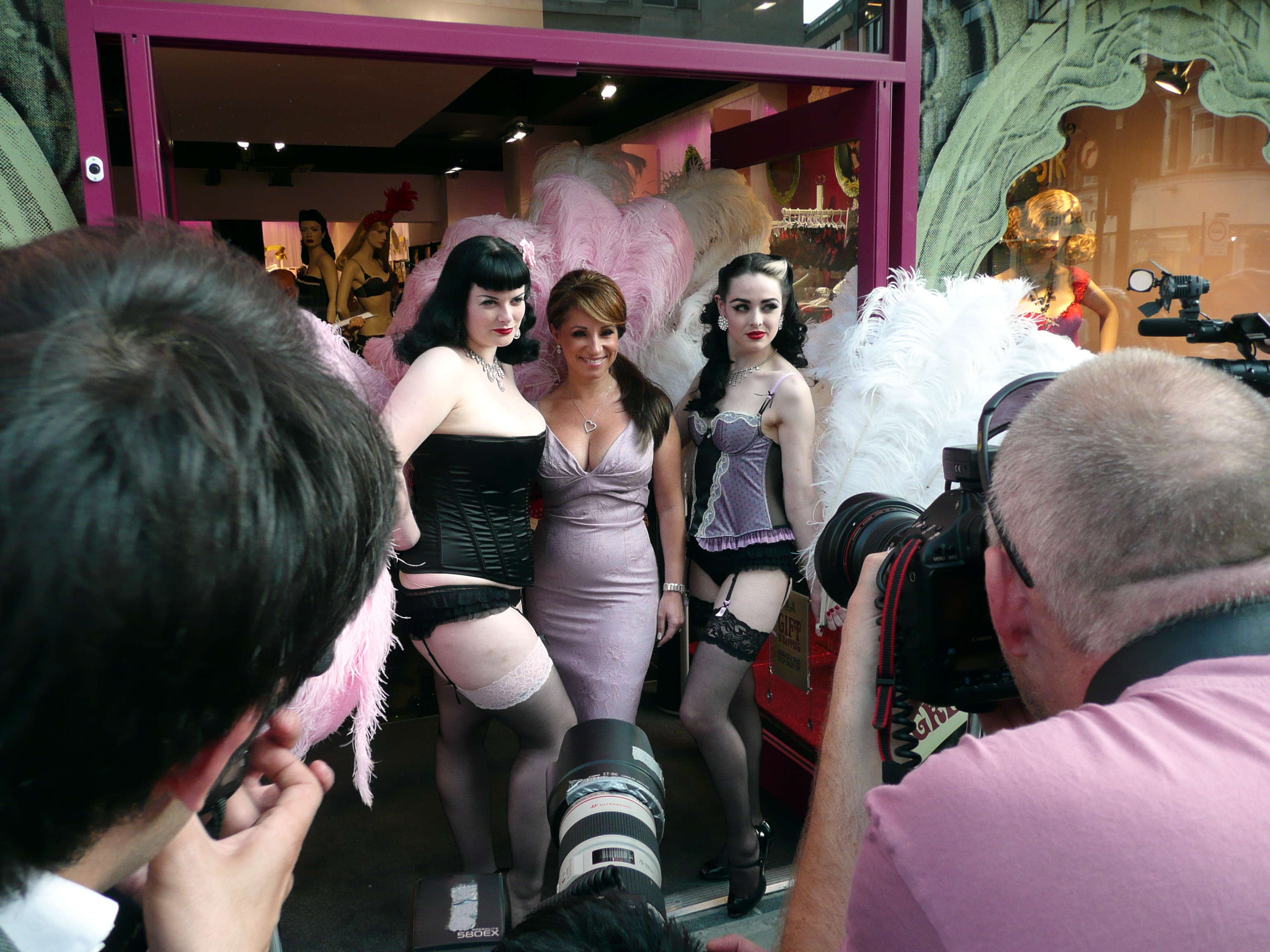
Еротична фотосесія, Лондон, 2008 рік

Фотосесія — процес фотографування фотомоделі фотографом. Фотосесії, як правило, відбуваються в студії (студійна фотосесія) або на відкритому повітрі (виїзна фотосесія на тлі історичного об'єкта). 
Історично фотосесії простежуються з 1912 року.
Продукти фотосесії (фотосет) використовуються, як правило, в комерційних цілях, в тому числі для ілюстрації глянцевих журналів або для залучення уваги до нових товарів. Фотосесії також є невід'ємною частиною сучасного весільного ритуалу.